# Срђан Матић
Срђан Матић (Нови Сад, 15. септембра 1994) српски је фудбалер.

## Трофеји и награде
ЧСК Челарево
- Српска лига Војводина : 2014/15.[7]